# Château d’Alnarp
Le château d’Alnarp est un château suédois de la commune de Lomma — dans la localité d’Alnarp, à dix kilomètres au nord de Malmö — dans la province historique de Scanie. Le premier château a été érigé sur la propriété au XIIe siècle ; l’édifice actuel d’architecture Renaissance date de 1862.
Le château héberge de nos jours la bibliothèque de l’université suédoise des Sciences Agricoles (Sveriges lantbruksuniversitet) — la plus grande bibliothèque de ce type en Suède. Le parc du château est le deuxième plus important par diversité des espèces végétales.

## Histoire
Le château est mentionné pour la première fois au XIIe siècle. En 1325, Alnarp est une possession du roi Anders Pedersen, puis au XVe siècle d’Aage Nielsen Ulfeldt  ; en 1449, Alnarp devient propriété de Niels Stigsen Thott. Le château est ensuite propriété de la famille Krummedige ; en 1500, son propriétaire est Erik Krummedige, cousin de Henrik Krummedige (en) et prétendant au trône danois. En 1536, Christian III associe le château aux possessions de la couronne danoise.
Après le traité de Roskilde de 1658, le roi Charles X Gustave de Suède offre le château à un commandant de Malmö, Johan von Essen. En 1660, Charles XI le transmet à Gabriel Oxenstierna. À partir de 1694, il devient résidence des gouverneurs-généraux de Suède en Scanie.